# 宇井優良梨
宇井 優良梨（うい ゆらり、2004年12月26日 - ）は、日本のファッションモデル、歌手、ダンサーであり、男女7人組のダンス&ボーカルグループ・GENICのメンバー。愛知県出身。エイベックス・クラン所属。

## 経歴

### 2018年
2018年から2020年にかけて、PINK-latte TVのWEBモデルを務める。

### 2019年
6月7日：avexの新たなダンス&ボーカルa-genic PROJECTにYURARIとして活動。
11月15日：GENICのメンバーとしても活動開始。

### 2020年
3月31日：「PINK-latte TV」のWEBモデル卒業。

### 2024年
4月：「MetaKozo」の2024年Spring Collectionのメインモデルを務める。
5月3日：「Rakuten GirlsAward 2024 SPRING/SUMMER」にモデルとして出演。
6月1日：「Yogibo BOOM TOKYO2024」のランウェイステージにモデルとして出演。
6月15日：「沖縄コレクション2024」にゲストとして出演。
10月19日：「Rakuten GirlsAward 2024 AUTUMN/WINTER」にモデルとして出演。

### 2025年
5月3日：「Rakuten GirlsAward 2024 SPRING/SUMMER」にモデルとして出演。

## 出演

### イベント
- Rakuten GirlsAward 2024 SPRING/SUMMER （2025年5月3日、代々木第一体育館）
- Yogibo BOOM TOKYO2024（2024年6月1日、幕張メッセ）
- OKINAWA COLLECTION 2024（2024年6月15日、沖縄アリーナ）
- Rakuten GirlsAward 2024 AUTUMN/WINTER （2024

年10月19日、幕張メッセ国際展示場）
- Rakuten GirlsAward 2025 SPRING/SUMMER （2025年5月3日、代々木第一体育館）

### その他
- NFTキャラクターブランド「Metakozo」アパレルモデル[9]
- 「SPIRALGIRL 2025 SUMMER LOOK」シーズンビジュアルモデル[10]
- 韓国アパレルブランド「FANCY CLUB」シーズンジャパンビジュアルモデル[11]